# La Janda
La Janda ist eine spanische Comarca im Zentrum der Provinz Cádiz in Andalusien. Der Name weist ursprünglich auf die Lagune La Janda hin, welche sich über ein Gebiet nördlich von Tarifa erstreckt.
Die Comarca umfasst die Gemeinden Alcalá de los Gazules, Barbate, Benalup-Casas Viejas, Conil de la Frontera, Medina-Sidonia, Paterna de Rivera und Vejer de la Frontera.

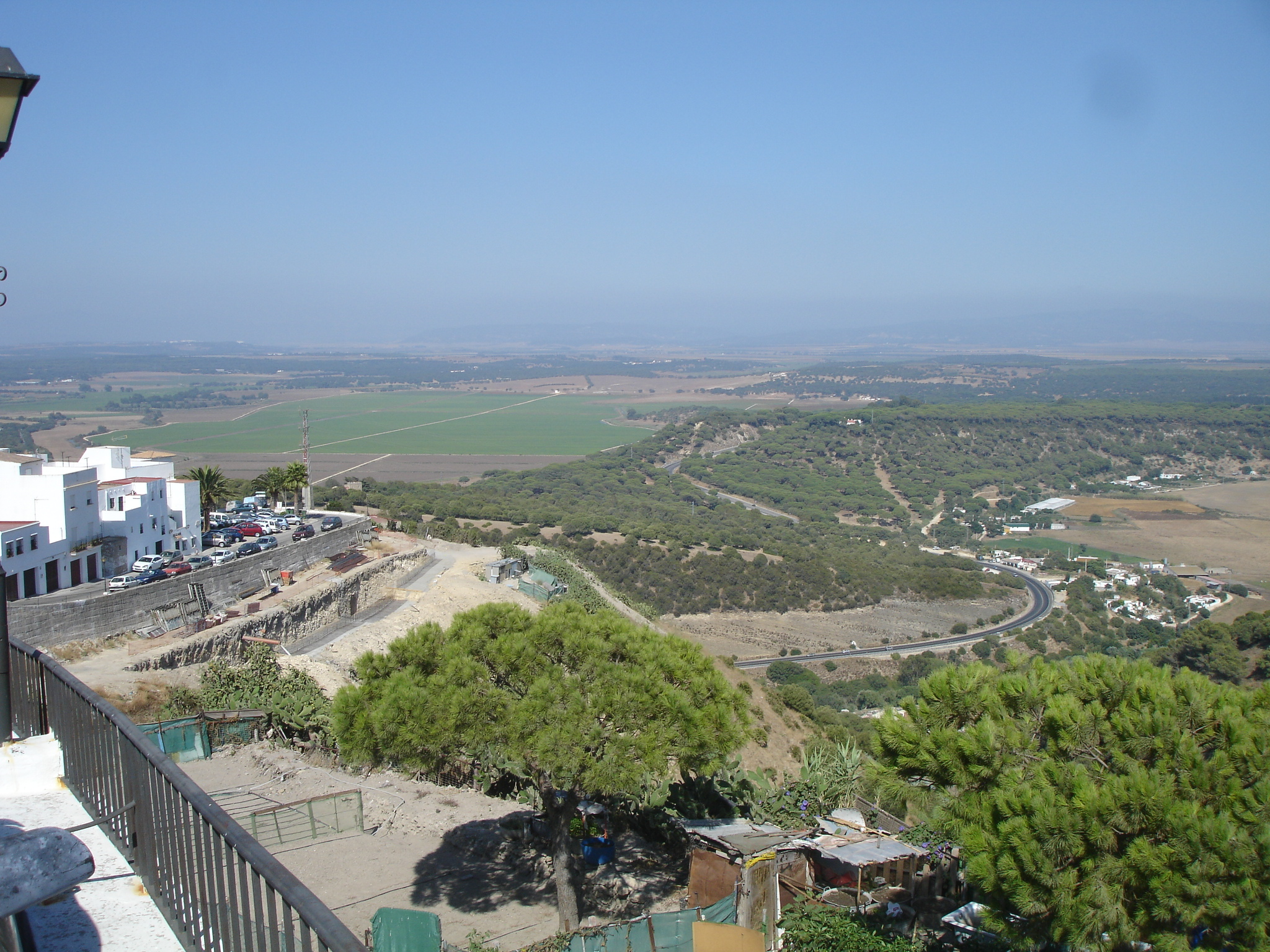
La Janda von Vejer de la Frontera aus.

## Geographie
La Janda grenzt im Norden an Campiña de Jerez, im Westen an die Bahía de Cádiz und an den Atlantischen Ozean, im Süden an Campo de Gibraltar und im Osten an einem sehr kleinen Stück an Serranía de Ronda in der  Provinz Málaga.
|                    | Campiña de Jerez                            |                    |
| Bahía de Cádiz     | Kompassrose, die auf Nachbargemeinden zeigt |                    |
| Atlantischer Ozean |                                             | Campo de Gibraltar |

## Landschaft
Die Comarca ist bekannt für ihre fast endlosen Sandstrände in ausgezeichneter Qualität. Durch das Territorium fließt der Río Barbate, der mit dem Celemínstausee die Region mit Wasser versorgt. Das Kap Trafalgar in der Gemeinde Barbate gilt als besonders eindrucksvoll Laune der Natur. Ein Großteil der Comarca liegt im Nationalpark Los Alcornocales mit den Sehenswürdigkeiten Cueva del Tajo de las Figuras und der Sierra del Aljibe.

## Gerichtsbezirke
Alcalá de los Gazules, Benalup-Casas Viejas, Conil de la Frontera, Medina-Sidonia, Paterna de Rivera bilden unter dem Dach von Chiclana de la Frontera, welches nicht zur Comarca gehört, den 1. Gerichtsbezirk der Provinz Cádiz, während Barbate zum 14. Gerichtsbezirk unter dem Dach von Vejer de la Frontera gehört.

## Natur
Die Laguna La Janda ist ein wichtiges Naturgebiet, da sie als eine der wenigen noch bestehenden natürlichen Brutstätten des Waldrapps gilt.

## Gemeinden
| Gemeinde              | Einwohner (2024) | Fläche km² | Dichte Einw./km² | Cod INE | Postleitzahl |
| --------------------- | ---------------- | ---------- | ---------------- | ------- | ------------ |
| Alcalá de los Gazules | 5.223            | 479,07     | 11               | 11001   | 11180        |
| Barbate               | 22.709           | 142,17     | 160              | 11007   | 11160        |
| Benalup-Casas Viejas  | 7.228            | 60,37      | 120              | 11901   | 11160        |
| Conil de la Frontera  | 23.996           | 87,37      | 275              | 11014   | 11140, 11149 |
| Medina-Sidonia        | 11.764           | 487,63     | 24               | 11023   | 11170        |
| Paterna de Rivera     | 5.505            | 13,83      | 398              | 11025   | 11178        |
| Vejer de la Frontera  | 12.915           | 264,58     | 49               | 11039   | 11150        |
| Comarca La Janda      | 89.340           | 1.535,02   | 58               | –       | –            |